# Christer Bording

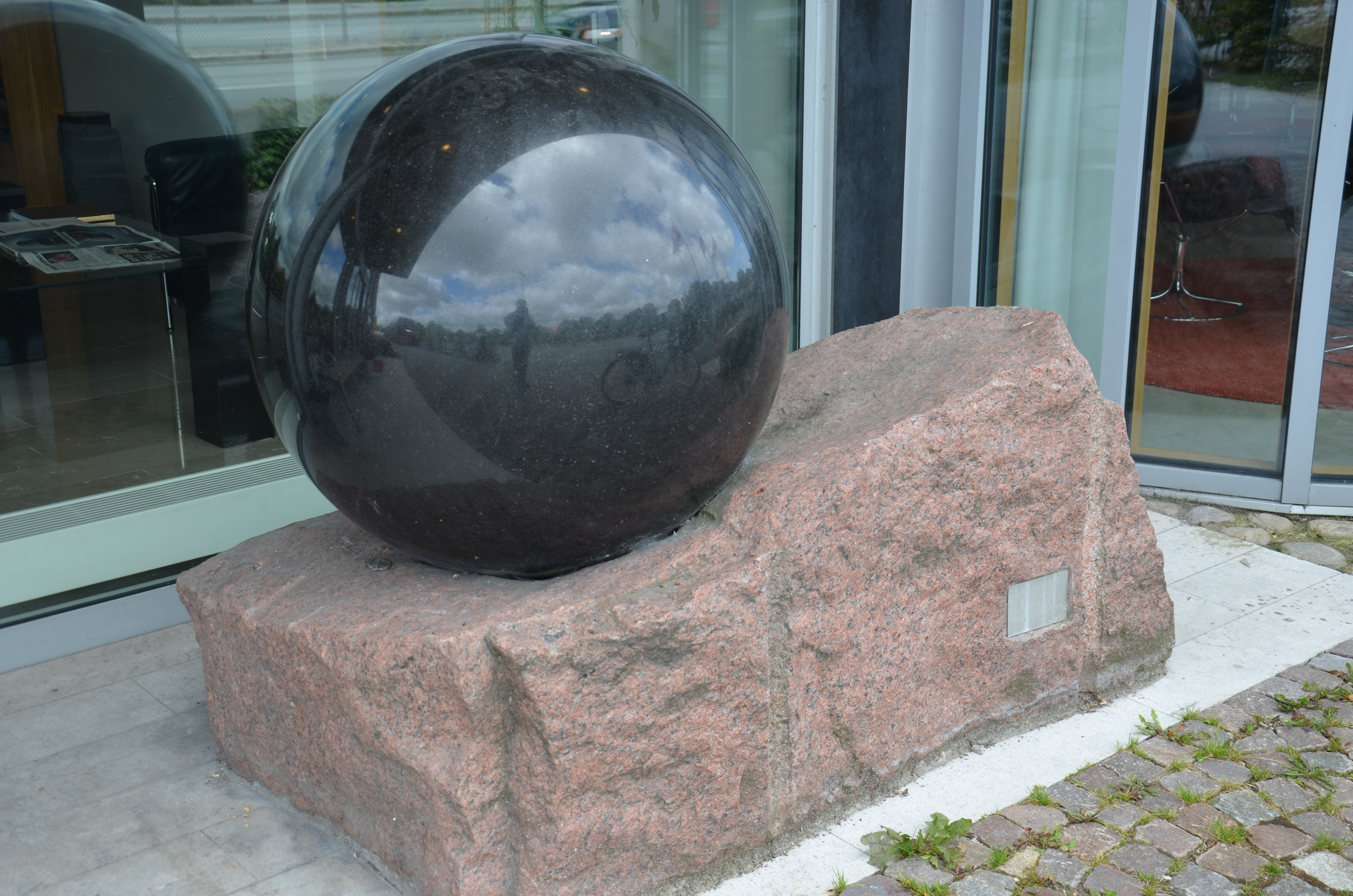
Kosmos budbärare i Lund.

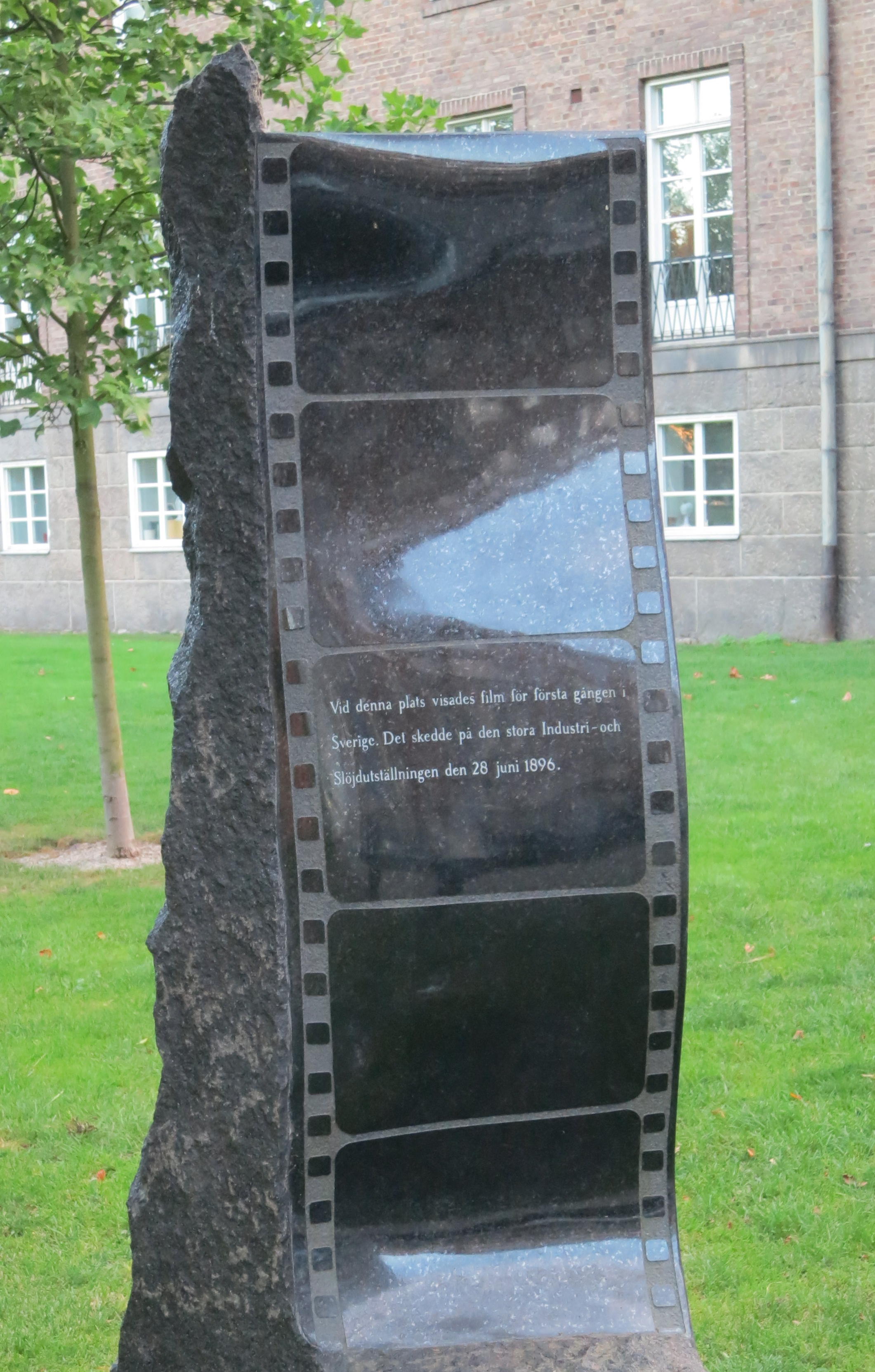
Negativklippet i Malmö.

Christer Bording, född 13 augusti 1948 i Sollefteå, död 14 januari 2022 i Glimåkra, var en svensk skulptör och konsthantverkare baserad i Boalt, Skåne. 
Christer Bording arbetade inom stenindustrin sedan 1970-talet och var självlärd som konstnär. Han arbetade framför allt i diabas.

## Offentliga verk i urval
- Kors i diabas, entrén till Barkåkra församlingshem i Ängelholm
- Skulptur, diabas, i Vänortsparken i Hässleholm
- Tellus med katten Tusse, diabas, Norra Fäladstorget i Lund
- Negativklippet, eller Filmen 100 år, diabas, 1996, Pilstorpsparken i Malmö
- Roterande kula, diabas, Hovdala slott
- Simmande stenklot, Annedals sjukhem i Lund
- Flytande stenklot, diabas, servicehemmet Otium i Göteborg
- Kosmos budbärare, diabas och röd granit, 1999, utanför Hotell Planetstaden, Dalbyvägen i Lund
- Strandad flyktingbåt, grå granit och diabas, Trelleborg
- Vatten-Liv, diabas, Rebbelberga skola i Ängelholm
- Gränslös sorg vid Linate flygplatsen i Milano 8 oktober 2001, Linateflygplatsen i Milano i Italien
- Har ni hört?, diabas, Svarta Bergen i Lönsboda
- skånska puman, i skulpturparken i Broby
- Miele galleri, Stockholm
- återkomsten med gorgo, Örnsköldsviks golfklubb.
- i kvarteret Lugnet i Malmö.
- pingvinen på Trandareds torg, Borås.
- fontänen på Väla handelscentrum Helsingborg
- sience on solid grund, Sandviks anläggning Shanghai.
- real estate Port, Göteborg.